# Накануне (роман)
«Накану́не» — роман Ивана Сергеевича Тургенева, опубликованный в 1860 году.

## История написания романа
Во второй половине 1850-х годов Тургенев, по взглядам либерал-демократ, отвергавший идеи революционно настроенных разночинцев, стал задумываться о возможности создания героя, чьи позиции не вступали бы в противоречие с его собственными, более умеренными, чаяниями, но который при этом был бы достаточно революционным, чтобы не вызвать насмешек со стороны более радикальных коллег по «Современнику». Понимание неизбежной смены поколений в прогрессивных российских кругах, отчётливо проступающее в эпилоге «Дворянского гнезда», пришло к Тургеневу ещё в дни работы над «Рудиным»:

Я собирался писать «Рудина», но та задача, которую я потом постарался выполнить в «Накануне», изредка возникала передо мною. Фигура главной героини, Елены, тогда ещё нового типа в русской жизни, довольно ясно обрисовывалась в моем воображении; но недоставало героя, такого лица, которому Елена, при её ещё смутном хотя и сильном стремлении к свободе, могла предаться.— И. С. Тургенев
В 1855 году сосед Тургенева по Мценскому уезду, помещик Василий Каратеев, отправлявшийся в Крым в качестве офицера дворянского ополчения, оставил писателю рукопись автобиографической повести, разрешив ею распорядиться по собственному усмотрению. В повести рассказывалось о любви автора к девушке, которая предпочла ему болгарина — студента Московского университета. Позже учёные нескольких стран установили личность прототипа этого персонажа. Этим человеком был Николай Катранов. Он приехал в Россию в 1848 году и поступил в Московский университет. После того, как в 1853 году начинается русско-турецкая война, а среди болгарской молодёжи оживает революционный дух, Катранов с русской женой Ларисой возвращается в родной город Свиштов. Его планам, однако, воспрепятствовала вспышка скоротечной чахотки, и он скончался во время лечения в Венеции в мае того же года.
Каратеев, предчувствовавший свою смерть, когда передавал рукопись Тургеневу, с войны не вернулся, скончавшись от тифа в Крыму. Попытка Тургенева издать слабое в художественном отношении произведение Каратеева не увенчалась успехом, и вплоть до 1859 года рукопись была забыта, хотя, по воспоминаниям самого писателя, впервые ознакомившись с ней, он был впечатлён настолько, что воскликнул: «Вот герой, которого я искал!» Прежде чем Тургенев вернулся к тетради Каратеева, он успел закончить «Рудина» и поработать над «Дворянским гнездом».
Вернувшись домой в Спасское-Лутовиново зимой 1858—1859 года, Тургенев вернулся к идеям, занимавшим его в год знакомства с Каратеевым, и вспомнил о рукописи. Взяв за основу подсказанный покойным соседом сюжет, он взялся за его художественную переработку. Только одна сцена из оригинального произведения, описание поездки в Царицыно, по словам самого Тургенева, была сохранена в общих чертах в окончательном тексте романа. В работе над фактическим материалом ему помогал друг, писатель и путешественник Е. П. Ковалевский, хорошо знакомый с деталями болгарского освободительного движения и сам издавший очерки о своей поездке на Балканы в разгар этого движения в 1853 году. Работа над романом «Накануне» продолжалась и в Спасском-Лутовинове, и за границей, в Лондоне и Виши, до осени 1859 года, когда автор отвёз рукопись в Москву, в редакцию «Русского вестника». Роман был напечатан в этом журнале в январе—феврале 1860 года.

## Сюжет
События романа происходят между июнем 1853 и апрелем 1854 года.
Роман начинается со спора о природе и о месте человека в ней между двумя молодыми людьми — учёным Андреем Берсеневым и скульптором Павлом Шубиным. В дальнейшем читатель знакомится с семьёй, в которой живёт Шубин. Супруг его троюродной тётушки Анны Васильевны Стаховой, Николай Артемьевич, некогда женился на ней из-за денег, не любит её и водит знакомство со вдовой-немкой Августиной Христиановной, которая его обирает. Шубин живёт в этом семействе лет пять, с момента смерти матери, и занимается своим искусством, однако подвержен приступам лени, работает урывками и не намерен учиться мастерству. Он влюблён в дочь Стаховых Елену, хотя не упускает из виду и её семнадцатилетнюю компаньонку Зою.
Елена Николаевна, двадцатилетняя красавица, с малолетства отличалась доброй и мечтательной душой. Её привлекает возможность помогать больным и голодным — как людям, так и животным. При этом она уже давно проявляет самостоятельность и живёт своим умом, но ещё не нашла себе спутника. Шубин её не привлекает в силу своей изменчивости и непостоянства, а Берсенев интересен ей своим умом и скромностью. Но затем Берсенев знакомит её со своим приятелем, болгарином Дмитрием Никаноровичем Инсаровым. Инсаров живёт идеей освобождения своей родины от турецкого владычества и привлекает живой интерес Елены.
После первой встречи Инсаров не сумел понравиться Елене, но всё переворачивается после случая в Царицыне, когда Инсаров защищает Елену от приставаний пьяницы огромного роста, зашвырнув того в пруд. После этого Елена признаётся себе в дневнике, что полюбила болгарина, но вскоре оказывается, что он намерен уезжать. В своё время Инсаров рассказал Берсеневу что уедет, если влюбится, так как не намерен отказываться от долга ради личных чувств, о чём впоследствии Елена Николаевна узнаёт от Андрея. Елена отправляется к Дмитрию и признаётся ему в любви. На вопрос, последует ли она за ним повсюду, звучит положительный ответ.
После этого Елена и Дмитрий какое-то время связываются через Берсенева, но тем временем с родины Инсарова приходят всё более тревожные письма, и он уже всерьёз готовится к отъезду. В один из дней Елена отправляется к нему сама. После долгого и жаркого разговора они принимают решение пожениться. Это известие становится для родителей и друзей Елены ударом, но она всё же уезжает с мужем.
Добравшись до Венеции, Дмитрий и Елена ждут прибытия старого моряка Рендича, который должен их переправить в Сербию, откуда их путь лежит в Болгарию. Однако Инсаров болен, у него начинается жар. Измученной Елене снится кошмар, и, очнувшись, она понимает, что Дмитрий при смерти. Рендич уже не застаёт его в живых, но соглашается помочь Елене доставить тело Инсарова на его родину.
Спустя три недели Анна Стахова получает письмо от дочери: та направляется в Болгарию, которая станет её новой родиной, и никогда не вернётся домой. Дальнейшие следы Елены теряются; по слухам, её видели при войсках в качестве сестры милосердия.

## Персонажи
- Елена Николаевна Стахова, 20 лет, единственная дочь в дворянской семье Стаховых.
- Дмитрий Никанорович Инсаров, 26 лет, студент Московского университета. Этнический болгарин, осиротел и с 8 лет жил в России.
- Павел Яковлевич Шубин, 26 лет, скульптор, троюродный племянник Анны Васильевны, в 20 лет осиротел и с тех пор жил в семье Стаховых.
- Андрей Петрович Берсенев, 23 года, дворянин, выпускник ("третий кандидат") Московского университета.
- Николай Артемьевич Стахов, отец Елены. Отставной гвардии поручик.
- Анна Васильевна Стахова, мать Елены.
- Увар Иванович Стахов, 60 лет, троюродный дядя Николая Артемьевича.
- Зоя (Зоя Никитишна Мюллер), 18 лет, "русская немочка", компаньонка Елены Николаевны.
- Курнатовский Егор Андреевич, 33 года, "обер-секретарь в сенате", коллежский советник, "жених" Елены.
- Лупояров, посетитель Инсарова в Венеции.
- Рендич, далмат, моряк.

## Мотивы романа
Идеи и мотивы романа были подробно проанализированы с прогрессивных позиций Н. А. Добролюбовым в журнале «Современник» в январе 1860 года (статья «Когда же придет настоящий день?»). Добролюбов отмечает чуткость Тургенева как писателя к насущным общественным вопросам и останавливается на том, как автор раскрывает некоторые из этих тем в своём новом романе.
Особое внимание уделил Добролюбов вопросу выбора главной героини. Добролюбов видит в Елене Стаховой аллегорию молодой России накануне общественных сдвигов — трактовка, с которой сам Тургенев не соглашался (см. Критика):
В ней сказалась та смутная тоска по чем-то, та почти бессознательная, но неотразимая потребность новой жизни, новых людей, которая охватывает теперь все русское общество, и даже не одно только так называемое образованное. В Елене так ярко отразились лучшие стремления нашей современной жизни, а в её окружающих так рельефно выступает вся несостоятельность обычного порядка той же жизни, что невольно берет охота провести аллегорический параллель... Эта тоска ожидания давно уже томит русское общество, и сколько раз уже ошибались мы, подобно Елене, думая, что жданный явился, и потом охладевали.Н. А. Добролюбов
Елена почерпнула от русского народа мечту о правде, которую нужно искать в дальних краях, и готовность пожертвовать собой ради других. На любовь Елены претендуют художник, учёный, преуспевающий чиновник и революционер, и она в итоге выбирает не чистый разум, не искусство и не государственную службу, а гражданский подвиг. Добролюбов подчёркивает, что из всех кандидатов единственный достойный — Инсаров, который не мыслит своего счастья без счастья своей родины, который весь подчинён высшей цели и у которого слово не расходится с делом.
Другая тема, проходящая через роман, — тема конфликта эгоистических и альтруистических устремлений в человеческой душе. В первый раз этот вопрос поднимается в сцене спора Берсенева и Шубина о счастье: не является ли стремление к счастью эгоистическим чувством, что выше — разъединяющая людей «любовь-наслаждение» или объединяющая «любовь-жертва». Поначалу Елене и Инсарову кажется, что этого противоречия нет, но потом они убеждаются в том, что это не так, и Елена разрывается между Инсаровым и своей семьёй и родиной, а позже сам Инсаров задаёт ей вопрос, не послана ли его болезнь в наказание за их любовь. Тургенев подчёркивает этот неизбежный трагизм человеческого существования на Земле, когда в конце книги Инсаров умирает, а Елена исчезает и след её теряется. Но эта концовка ещё сильней оттеняет красоту освободительного порыва, придавая идее поиска социального совершенства вневременной, общечеловеческий характер.

## Критика
Тургенев, мечтавший о союзе антикрепостнических сил и примирении либералов с радикальными демократами ради борьбы за общую национальную идею, не принял позиции Добролюбова, отрицавшего состоятельность дворянского либерализма и противопоставившего русских Инсаровых «внутренним туркам», в число которых включил не только мракобесов-реакционеров, но и милых сердцу автора либералов. Он пытался уговорить Некрасова отказаться от публикации статьи Добролюбова в «Современнике», а когда тот не внял его доводам, порвал с редакцией журнала окончательно. Со своей стороны, разночинцы «Современника» также взяли курс на конфронтацию, и вскоре в журнале появилась разгромная рецензия на «Рудина», написанная уже Чернышевским.
Огорчительной была для Тургенева и критика романа со стороны более консервативных кругов. Так, графиня Ламберт отказывала Елене Стаховой в таких качествах, как женственность или обаяние, называя её безнравственной и бесстыдной. Ту же позицию занял критик М. И. Дараган, называвший главную героиню «пустой, пошлой, холодной девочкой, которая нарушает приличия света, закон женской стыдливости» и даже «Дон Кихотом в юбке», а Инсарова — сухим и схематичным. В светских кругах о романе шутили: «Это „Накануне“, которое никогда не будет иметь своего завтра». Оказавшись под перекрёстным огнём прогрессивных и консервативных критиков, игнорировавших вложенный в уста Инсарова призыв к национальному примирению, Тургенев, по собственным словам, стал испытывать желание «подать в отставку из литературы». Тяжёлое состояние писателя усугублялось намёками со стороны И. А. Гончарова на то, что в своих последних произведениях, в том числе и в «Накануне», Тургенев заимствовал образы и мотивы из «Обрыва», к тому времени ещё не оконченного.

## Экранизации
- 1915 — Накануне (Россия). Реж. Владимир Гардин, Николай Маликов (фильм сохранился фрагментарно)
- 1959 — Накануне (СССР/Болгария). Реж. Владимир Петров.
- 1969 — Елена / Jelena (ГДР, трёхсерийный художественный телефильм). Реж. Ганс-Эрих Корбшмитт[4].
- 1985 — Накануне (СССР/Болгария,  двухсерийный художественный фильм). Реж. Николай Мащенко.

## Постановки
- 1984 — Накануне — инсценировка романа в 2-х частях Государственного ордена Ленина и ордена Октябрьской Революции академического Малого театра СССР, постановка В. Седова.
- 1986 — Накануне — радиокомпозиция спектакля «Накануне» Государственного Малого театра СССР, инсценировка В. Седова.